# Front d'Esquerra Nacionalista
Front d'Esquerra Nacionalista (en sigles FEN) fou un grup polític valencià sorgit a principis de 1980 i a conseqüència de la fusió de col·lectius Maulets de l'Horta de València i Ontinyent i les coalicions locals d'Esquerra Independent de Castelló (EIC), Agrupació de Socialistes Independents de Xàtiva (ASI), Unitat Popular Independent de Vinaròs (UPI), Esquerra Unida de Gandia (EUG) i Independents d'Esquerra de Vilafranca dels Ports, amb representació institucional als ajuntaments respectius amb altres grups i persones independents. Es dissolgué en 1981 en Esquerra Unida del País Valencià.

## Esquerra Unida de Gandia
Esquerra Unida de Gandia (EUG) va ser un partit local fundat en 1979 i que es va dissoldre en 1983. Va obtenir dos regidors a les eleccions locals de 1979, Francesc Candela i Escrivà i Cebrià Molinero. En 1980 va ser un dels partits integrants del Front d'Esquerra Nacionalista (FEN), que al seu torn va ser dissolt en 1981 en integrar-se en Esquerra Unida del País Valencià.